# Ferdinando de' Medici, Mare Prinț de Toscana
Ferdinando al lea de' Medici (n. 9 august 1663, Florența, Marele Ducat de Toscana – d. 31 octombrie 1713, Florența, Marele Ducat de Toscana) a fost fiul cel mare al lui Cosimo al III-lea de' Medici, Mare Duce de Toscana și a Margueritei Louise d'Orléans. Ferdinando a devenit moștenitor al Marelui Ducat de Toscana și a deținut titlul de Mare Prinț de Toscana de la ascensiunea tatălui său în 1670 până la moartea sa în 1713.

## Biografie

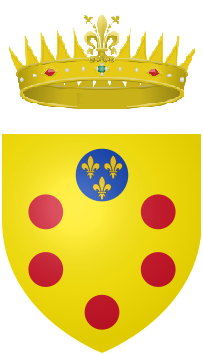

Astăzi este amintit în special ca patron al muzicii. Excelent muzician el însuși (uneori numit "Orfeul prinților") a strâns muzicienii cei mai buni la Florența, care a devenit cel mai important centru muzical al acelor timpuri. Prin susținerea lui Bartolomeo Cristofori, Ferdinando a făcut posibilă inventarea pianului în 1700.
În 1689 Ferdinando s-a căsătorit cu Violante de Bavaria, fiica cea mică a lui Ferdinand Maria, Elector de Bavaria și a Prințesa Henriette Adelaide de Savoia. Deși și ei îi plăcea muzica și îl iubea, sentimentul nu a fost reciproc iar mariajul a fost nefericit.
În 1696 Ferdinando s-a dus să se relaxeze la Veneția unde s-a îndrăgostit de o cântăreață numită Victoria Tarquini și denumită  La Bambagia. Se presupune că, în timpul Carnavalului de la Veneția, Ferdinando s-a îmbolnăvit de sifilis. Victoria Tarquini, soția concertmaestrului Jean-Baptiste Farinel a devenit amanta lui Ferdinando. (Victoria era fiica prezumtivă a lui Robert Cambert și a avut o aventură cu Handel.)
Ferdinando a murit în 1713, fără să aibă moștenitori. Tatăl său a mai domnit 10 ani după decesul lui și a fost succedat de fratele mai mic a lui Ferdinando, Gian Gastone, care de asemenea nu a avut moștenitori. După moartea lui Gian Gastone în 1737, marile puteri ale Europei au reatribuit Marele Ducat lui Francisc I, soțul Mariei Tereza a Austriei, punând astfel capăt independenței statului toscan.